# Tractat de Roskilde

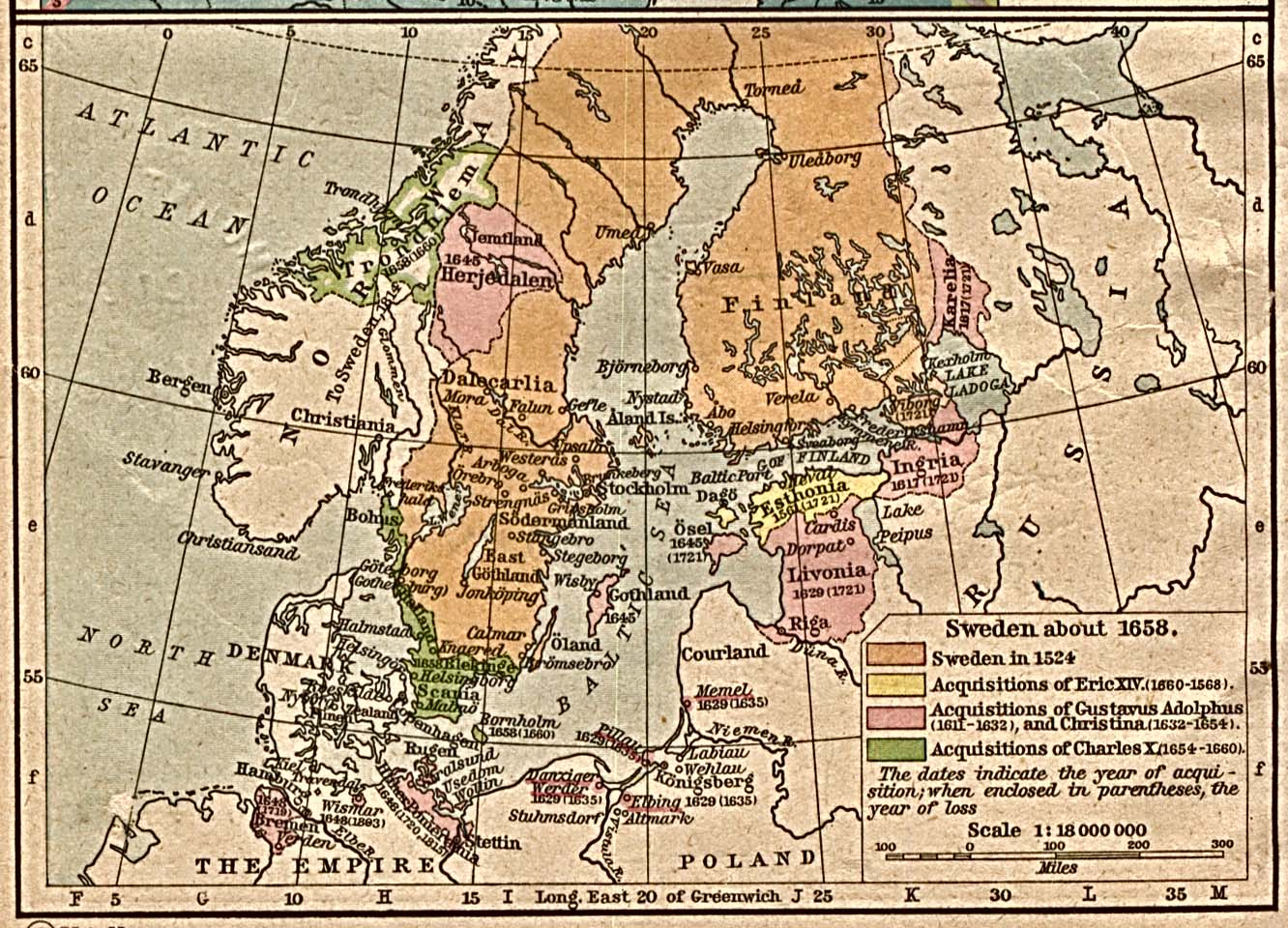
Extensió territorial de Suècia. En verd, els territoris cedits per Dinamarca pel tractat de Roskilde

El Tractat de Roskilde va ser un acord de pau signat entre els regnes de Suècia i Dinamarca el 28 de febrer de 1658. Amb aquest tractat, Dinamarca va perdre definitivament els seus territoris al sud de la península escandinava i Suècia va tenir el control del trànsit marítim a través de l'estret de Kattegat.

## Antecedents
Durant la Guerra dels Trenta Anys, Cristina de Suècia va aprofitar la superioritat militar del seu país per envair Jutlàndia i Skåne, obtenint Halland, Gotland, les últimes regions d'Estònia, i diverses províncies de Noruega del Regne de Dinamarca, que quedaren recollits amb el Tractat de Brömsebro (1645). La guerra va acabar l'octubre de 1648 amb la signatura del Tractat de Westfàlia.
La reina Cristina va abdicar l'any 1654 i va pujar llavors al tron Carles X Gustau. El juny de 1657 el Sacre Imperi Romanogermànic i el Regne de Dinamarca i Noruega declararen la guerra a Suècia, tot i que l'Imperi es retirà del conflicte a l'any següent. Aquest fet, va permetre al monarca suec concentrar tots els seus esforços contra un ja debilitat regne danès, i inicià una campanya d'invasió militar.
El 30 de gener de 1658, mitjançant una hàbil estratègia, les tropes sueques situades a la península de Jutlàndia, van creuar l'estret de Lillebaelt i entraren a les illes daneses de Fiònia i Langeland. Durant la nit del 5 de febrer van continuar avançant 12 kilòmetres més a través de l'estret de Storebaelt fins a l'illa Lolland. Les aigües de l'estret es trobaven completament congelades per la duresa de l'hivern, fet que facilità en bona part l'avanç suec.
Finalment, el 15 de febrer l'exèrcit de Carles X Gustau es trobava als afores de Copenhaguen. Els danesos, que esperaven que l'atac es produís amb l'arribada de la primavera, es van veure completament sorpresos i van haver de rendir-se. Aquesta derrota va quedar confirmada amb les grans pèrdues territorials que suposà la signatura, el 26 de febrer de 1658, del Tractat de Roskilde.

## Condicions del Tractat
La gran victòria de Suècia en el conflicte va arribar a suposar una amenaça per a l'existència futura del regne de Dinamarca. Finalment però, es va arribar a un acord que, tot i que trencar definitivament el domini danès a Escandinàvia, mantenia la integritat del regne.
El tractat contenia els següents punts:
- Dinamarca cedia a Suècia les províncies d'Escània, Blekinge, i Halland, així com les regions noruegues de Bohuslän i Trondelag. També passava a mans sueques l'illa Bornholm, al Mar Bàltic.
- Dinamarca s'abstindria de participar en qualsevol aliança internacional contra Suècia.
- Es prohibia el pas de vaixells de guerra hostils a Suècia amb destinació al mar Bàltic per les aigües de Dinamarca.
- Es restaurava el ducat de Holstein-Gottorp.
- Dinamarca pagaria les despeses generades per les tropes sueques ocupants.
- Dinamarca hauria de contribuir amb tropes les posteriors campanyes militars de Suècia.

## Conseqüències
Pocs mesos després de la signatura del tractat va tornar a esclatar la guerra entre Suècia i Dinamarca. Aquest nou conflicte va durar fins al 27 de maig de 1660, quan se signà un nou tractat, conegut com a Tractat de Copenhaguen. En aquest text, es va confirmar el Tractat de Roskilde a excepció dels territoris noruecs de Trondelag i Bornholm i la presència de flotes militars al mar Bàltic.
La mort per sorpresa del rei Carles X Gustau a causa d'una pneumònia, el 13 de febrer de 1660 va fer que l'acord fos negociat i signat per un Consell de Regència liderat per la vídua, Eduviges Leonor de Holstein-Gottorp.